# Larine (Loue)
La Larine est un ruisseau qui coule dans le département du Jura en Bourgogne-Franche-Comté. C'est un affluent rive gauche de la Loue, donc un sous-affluent du Rhône par le Doubs et la Saône.

## Géographie
La Larine prend sa source dans la commune de Montigny-lès-Arsures au niveau du viaduc de la voie ferrée et s'écoule ensuite vers le nord au pied des vignes. Elle est rejointe en rive droite par deux affluents : la Molaine au niveau des Arsures et le Bief de Mouchard à Mouchard. Arrivée dans la commune de Cramans, elle oblique à l'ouest, traverse Villers-Farlay et Écleux avant de rejoindre la Loue à Chamblay.

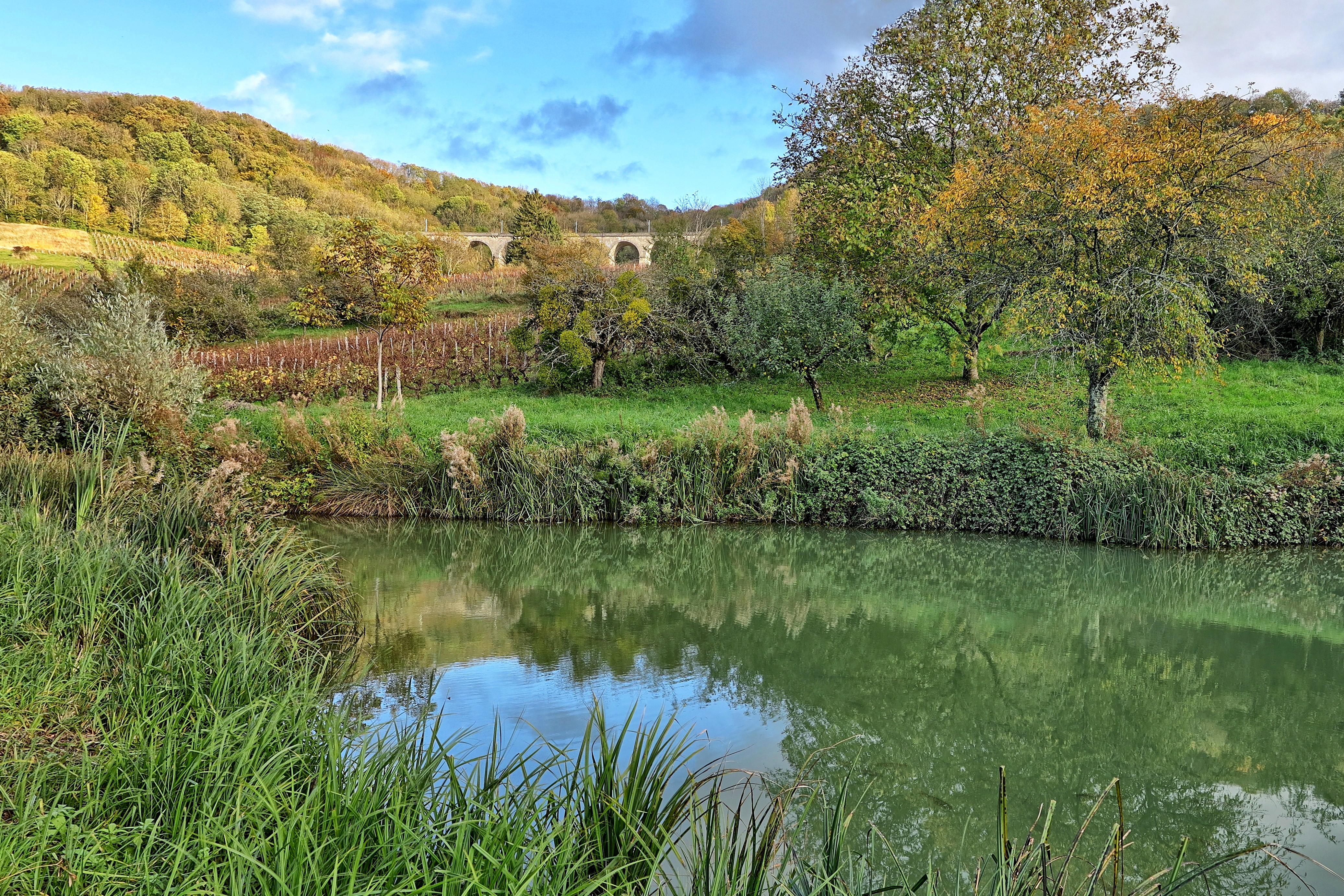
La retenue sur la Larine en aval de sa source.
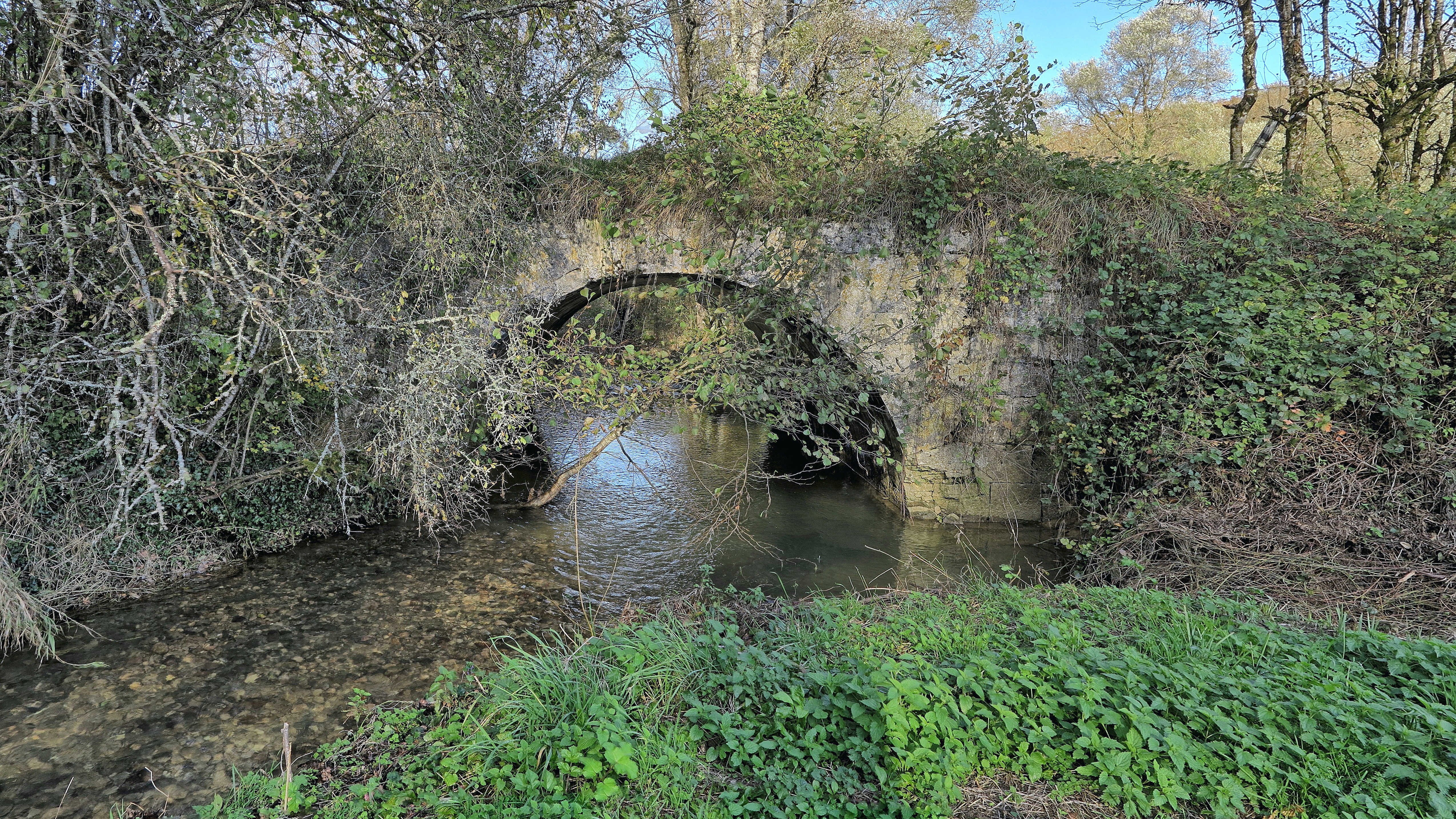
La larine au pont de Villers-Farlay.
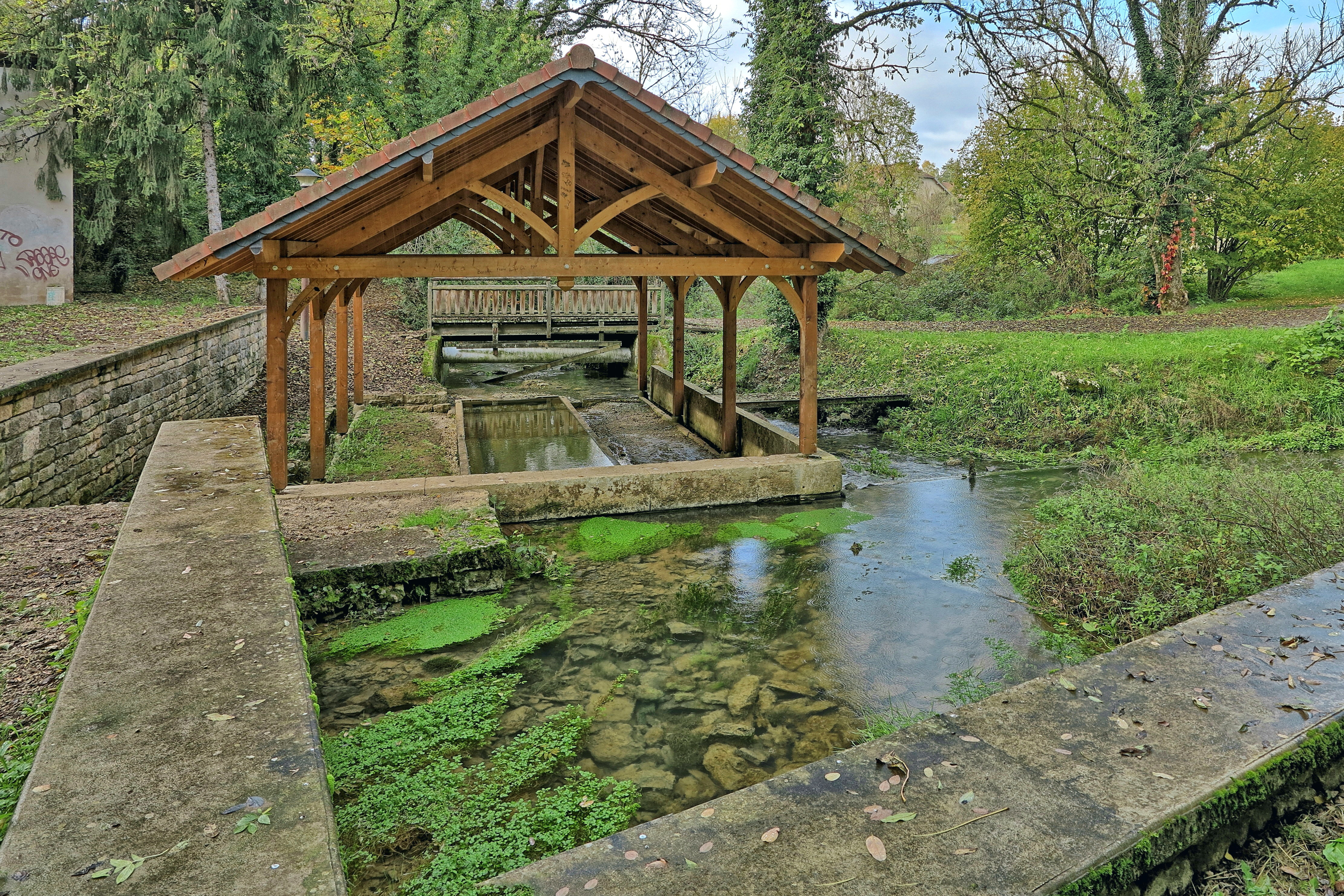
La source du Bief de Mouchard.

### Communes et cantons traversés
Dans le seul département du Jura la Larine traverse sept communes : Montigny-lès-Arsures, Les Arsures, Mouchard, Villers-Farlay, Cramans, Ecleux et Chamblay.

### Bassin versant
La Larine traverse deux zones hydrographiques : 
- U263 : La Loue de la Furieuse incluse à la Larine incluse
- U264 : La Loue de la Larine à la Cuisance

## Affluents
La Larine a deux affluents rive droite référencés :
- La Molaine
- Le Bief de Mouchard

## Hydrologie
La Larine présente des fluctuations saisonnières de débit assez marquées. .